# 新貿易国家論
『新貿易国家論』(The Rise of the Trading State)とは1986年にアメリカの政治学者であるリチャード・ローズクランスによって発表された国際政治学の研究である。

## 概要
ローズクランスは国際関係と経済の関係についての研究で知られている政治学者であり、この著作は中でも最も初期の業績に位置づけられる著作である。ローズクランスは1945年以後の世界政治において大規模な紛争が勃発する危険性が遠のき、領土拡張によって国益を獲得することがかつてよりも困難になったことによって、平和的な貿易戦略が国益を獲得する重要な手段となったことを指摘する。つまり戦後においても列強諸国は確かに米ソの軍拡競争のような事態にも直面してはいたが、産業政策や国際貿易の有効性ははるかに高まったことで、平和的に国際政治の地位を確立する可能性がもたらされたと考える。実際に日本や韓国、台湾などは世界経済における地位を確立したことに成功し、ヨーロッパにおいてもスイスやベルギー、オランダなどの国でも国際貿易に適応した経済へと移行していった。
このような基本的な視点からローズクランスは戦後の国際関係における国際貿易の重要性の増大を一つの転換点と見なし、国際政治の理論の中に貿易戦略を位置づけて研究する。その事例研究としてローズクランスは1973年の第四次中東戦争と石油危機に注目している。この事例からは武力を重視する見方と貿易を重視する見方という二つの異なる国際政治の視点が引き出される。これまでの国際関係では次第に武力と領土を重視する政治世界が優勢になっており、二度の世界大戦を通じて絶頂期に達したものの1945年以後にそのような見方はすたれていった。そして第二次世界大戦後に改めて再解釈された世界政治では武力の世界と貿易の世界の混合となっている。ローズクランスはこのような貿易システムが世界政治において重要となるにつれて、古い世界から新しい世界へと移行しつつあると論じている。

## 書誌情報
- Richard Rosecrance. 1986. The Rise of the Trading State. New York: Basic Books.
  - ローズクランス著、土屋政雄訳　『新貿易国家論』中央公論社、1987年